# Théodore Guérin
Teodora Guérin (Étables-sur-Mer, Bretanya, França, 2 d'octubre de 1798 - Indiana, 14 de maig de 1856), va ser una religiosa francoamericana que va supervisar la fundació de diverses escoles catòliques a Indiana i va fundar la congregació de les Germanes de la Providència de Saint-Mary-on-the-Woods.
El 1823 va entrar a la comunitat de les Germanes de la Providència a Ruillé-sur-Loir de França i dos anys després va fer els vots finals. Va estar a l'escola de Rennes, on fou nomenada responsable, i després a Soulaines. El 1840 va decidir, juntament amb cinc germanes més, anar a Indiana a establir l'orde, responent a una crida del bisbe de Vincennes. El primer convent va ser a Terre Haute d'Indiana, amb Teodora de superiora general i fundadora de la branca americana del seu orde religiós. El juliol de 1841 van obrir la primera acadèmia de nenes d'Indiana, que rebria el suport estatal el 1846 i s'acabaria consolidant el 1909 com la primera escola d'arts liberals catòliques per a dones dels Estats Units. Com a responsable de la seva congregació a Amèrica va supervisar l'obertura de la casa mare i de diverses escoles a Indiana, a més de l'Institut de Santa Maria.
Va ser beatificada per Joan Pau II el 25 d'octubre de 1998, i canonitzada per Benet XVI el 15 d'octubre de 2006.